# Stortjärnen (Lycksele socken, Lappland, 719732-164197)
Stortjärnen är en sjö i Lycksele kommun i Lappland och ingår i Umeälvens huvudavrinningsområde.